# Каку (Рыуге)
Ка́ку (эст. Kaku) — деревня в волости Рыуге уезда Вырумаа, Эстония.

## География и описание
Расположена на берегу реки Рыуге в 7 километрах к северу от волостного центра — посёлка Рыуге. Расстояние до уездного центра — города Выру — 9 км. Высота над уровнем моря — 97 метров.
Климат умеренный. Официальный язык — эстонский. Почтовый индекс — 66227.

## Население
По данным переписи населения 2021 года, в Каку насчитывалось 4 жителя, все — эстонцы.
По данным переписи населения 2011 года, в деревне жителей не было.
Численность населения деревни Каку по данным переписей населения:
| Год  | 1959 | 1970 | 2000 | 2011 | 2021 |
| ---- | ---- | ---- | ---- | ---- | ---- |
| Чел. | 40   | ↘ 30 | ↘ 0  | → 0  | ↗ 4  |

## История
На территории мызы Старо-Нурзи (нем. Alt-Nursie, Вана-Нурси, эст. Vana-Nursi mõis) находился старинный хутор Каку, позже ставший деревней. В 1638 году здесь был записан житель Какк Яэн (Kack Jaen), в 1926 году — Како (Kako).
Нынешняя деревня Каку возникла вокруг водяной мельницы Каку, которая в ранних письменных источниках именовалась Киви (Kivi). В 1805 году был записан житель Киви Рейн (Kiwi Rein, Киви — фамилия), в 1826 году упоминается Кивве (Kiwwe), в 1839 году — Киви (Kiwi), начиная с 1909 года упоминается мельница мызы Какко (Каку ). Как деревня, Каку упоминалась в списках 1945 года, затем её присоединили к деревне Нурси и заново сформировали в 1997 году.